# 網干站

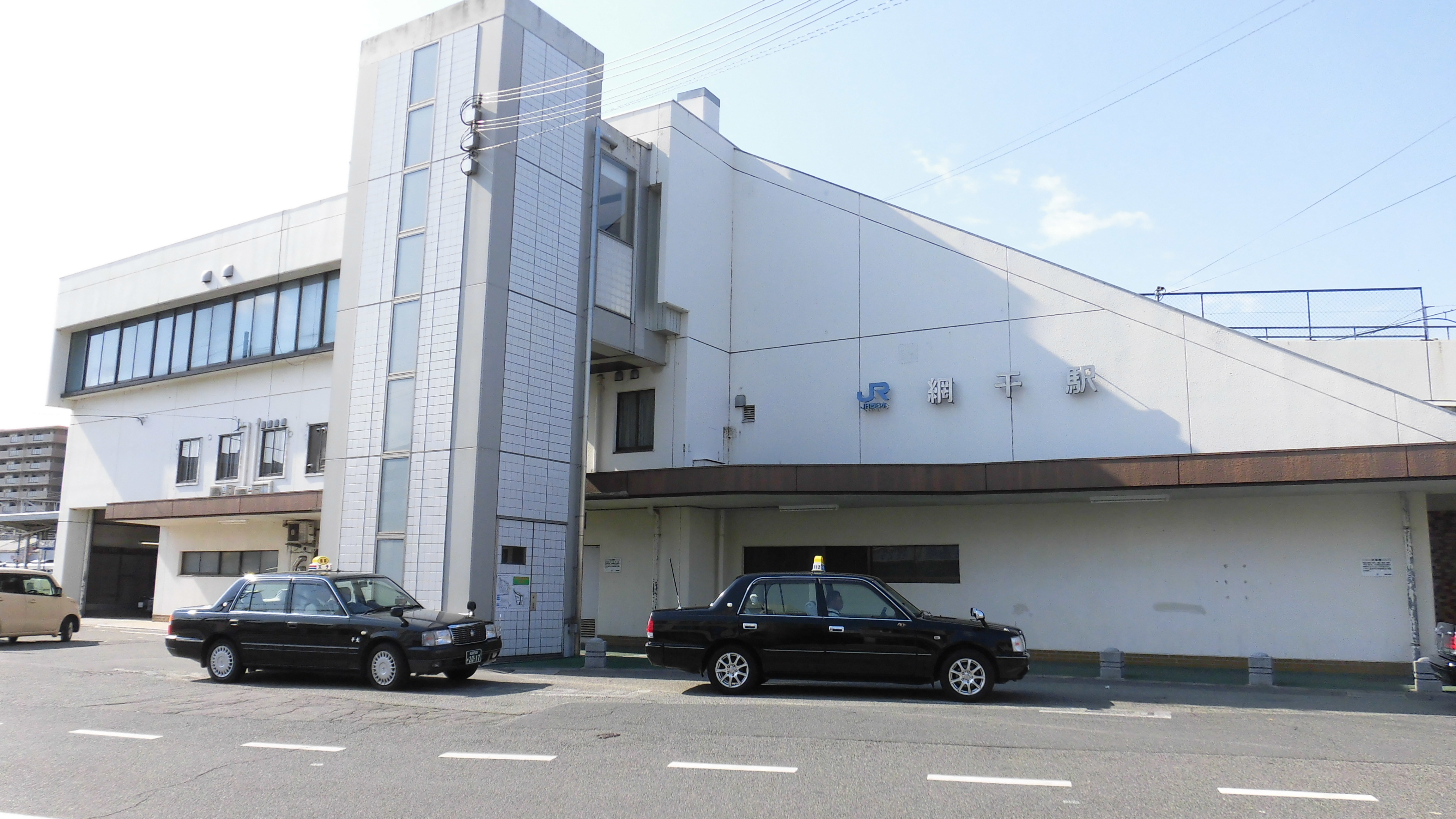
北口(2018年4月)

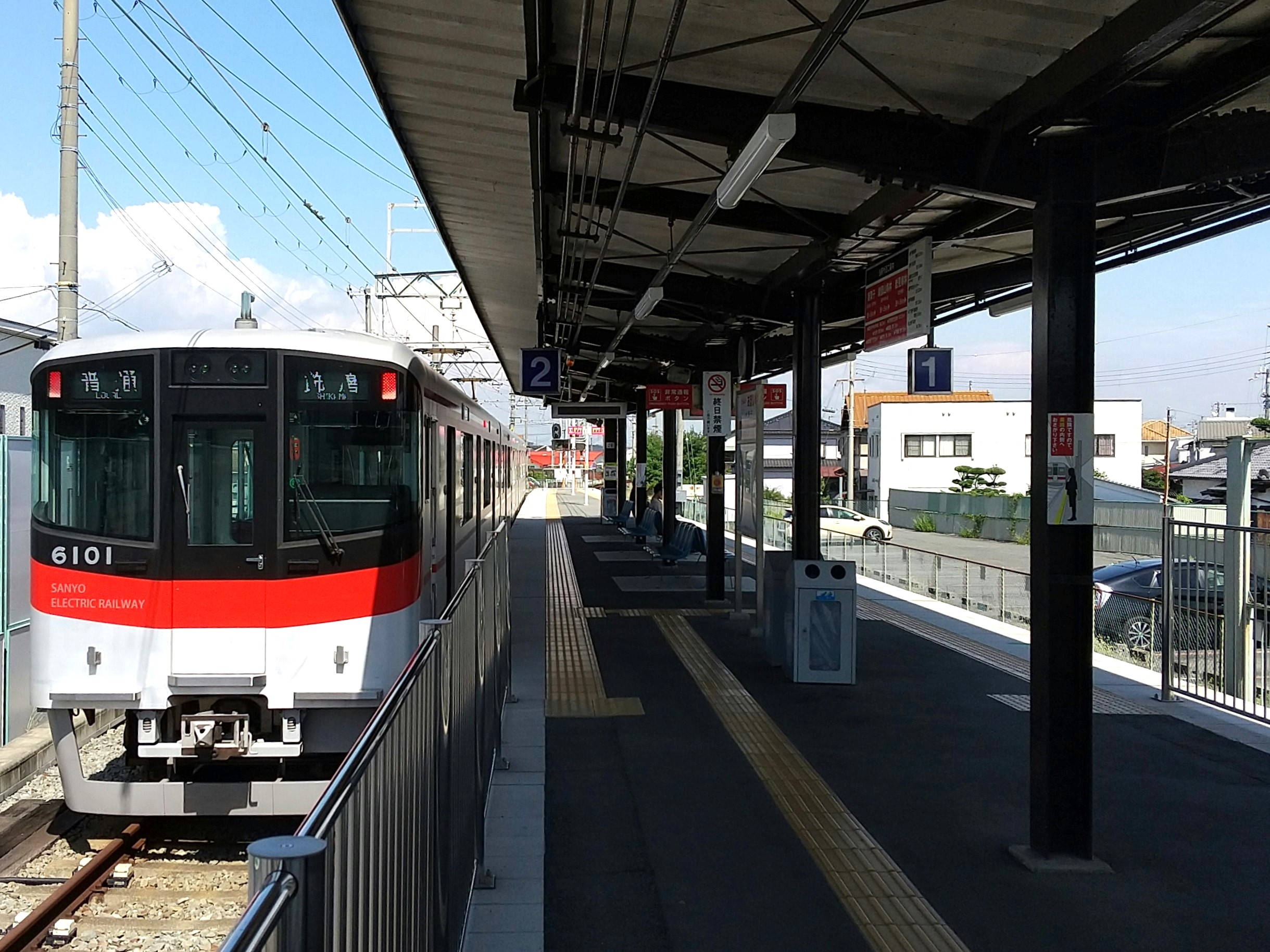
月台(2022年8月)

網干站（日语：／ Aboshi eki */?）是位於兵庫縣姬路市網干區和久，西日本旅客鐵道（JR西日本）山陽本線的車站。

## 概要
車站西邊為網干綜合車輛所，因此有許多班次以此為起點或終點站，以方便回廠與出廠之用，也有列車會在此站夜間停泊。
車站內與車廂內的廣播在讀此站名稱時重音會放在（A）字，當地人把重音放在（Bo）字。
此站的電報碼為，網干綜合車輛所的車輛的車輛記號也使用。

## 歷史
- 1889年（明治22年）11月11日 - 山陽鐵道姬路站至龍野站之間開通，此站啟用[1]。為旅客、貨運車站。
- 1906年（明治39年）12月1日 - 山陽鐵道國有化（日语：鉄道国有法），成為官設鐵道車站。
- 1909年（明治42年）
  - 1月1日 - 播電鐵道（日语：播電鉄道）駛入至站前。
  - 10月12日 - 制定路線名稱。成為山陽本線車站。
- 1934年（昭和9年）12月15日 - 播電鐵道廢止。
- 1941年（昭和16年）9月16日 - 站內發生列車相撞事故（日语：日本の鉄道事故 (1949年以前)#山陽線網干駅列車衝突事故）。
- 1966年（昭和41年）11月1日 - 北澤產業網干鐵道（日语：北沢産業網干鉄道）啟用。
- 1968年（昭和43年）10月1日 - 車站西邊開設明石電車區（日语：明石電車区）網干派出所（現時為網干綜合車輛所（日语：網干総合車両所））。
- 1982年（昭和57年）11月15日 - 終止貨物起卸業務。車站內設有棚車用貨物月台。
- 1984年（昭和59年）2月1日 - 網干鐵道暫停營業。
- 1987年（昭和62年）4月1日 - 伴隨國鐵分割民營化，車站由西日本旅客鐵道（JR西日本）營運。
- 1989年（平成元年）5月1日 - 網干鐵道廢止。
- 1997年（平成9年）2月16日 - 制定路線別名「JR神戶線」。
- 2000年（平成12年）4月1日 - 開設網干綜合車輛所。同時改變配線，2號月台為下行本線，3號月台為上下行副本線。
- 2003年（平成15年）11月1日 - 此站可以使用IC卡ICOCA[2]。
- 2004年（平成16年）8月7日 - 閘內升降機開始使用。
- 2006年（平成18年）10月1日 - 引入JR京都・神戶線運行管理系統（日语：アーバンネットワーク運行管理システム#JR京都・神戸線システム）。
- 2007年（平成19年）3月18日 - 更新車站自動廣播（日语：駅自動放送）。
- 2015年（平成27年）3月12日 - 進站警告聲停止使用，進站音樂改為JR神戶線標準「細波」音質變更版[3]。

## 車站構造

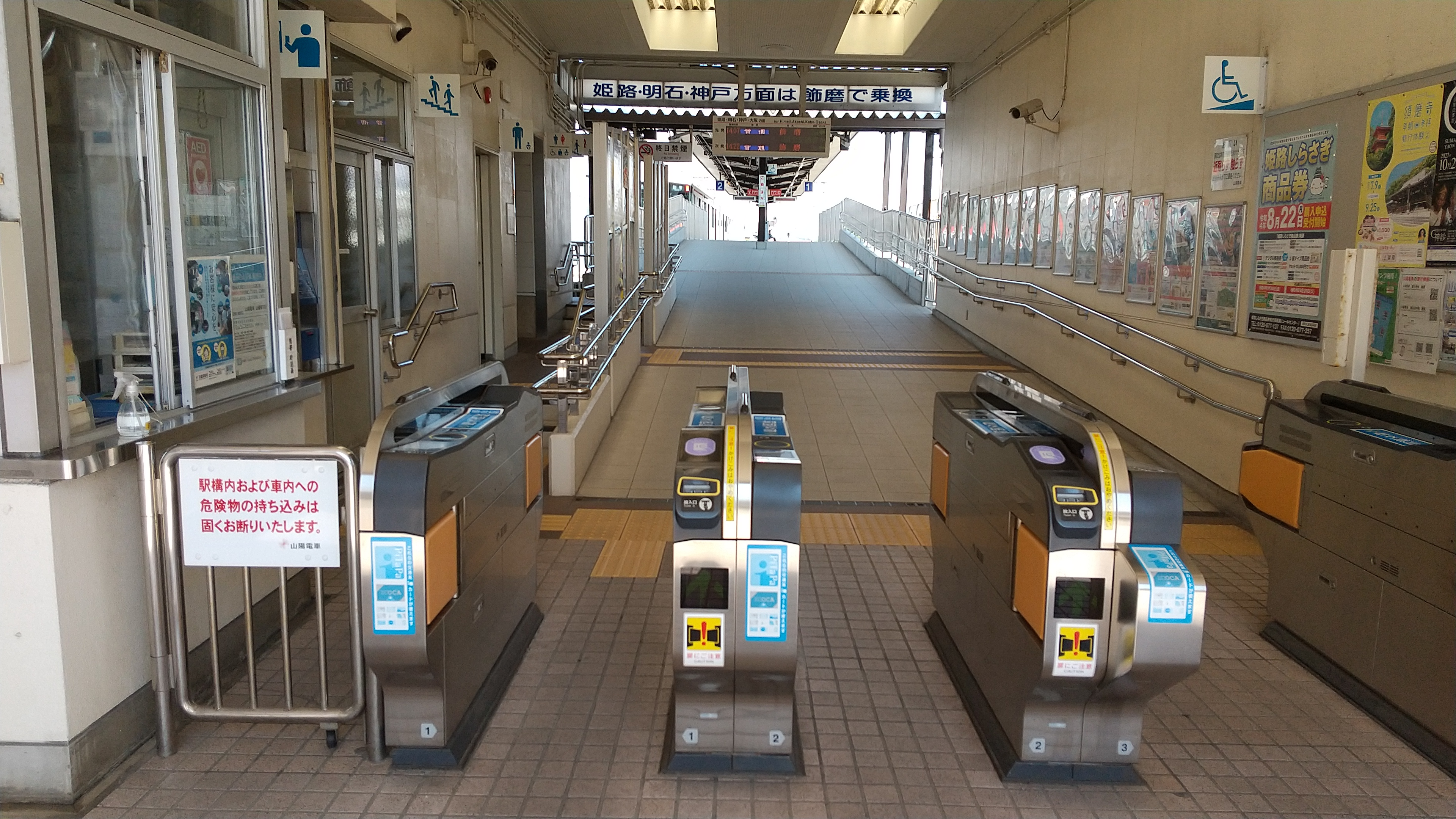
檢票口（2022年8月）

車站是一座設有跨站式站房的地面車站，設有1面1線的單式月台和1面2線的島式月台，合計為2面3線的混合式月台。1號月台為上行本線，2號月台為下行本線，3號月台為上下行副本線。在3號月台南邊設有數條待避線，主要是來自姬路站的回廠列車使用。北邊月台設有工程用車輛的停泊處。
此站可使用ICOCA與互相使用的IC卡。此站為直營車站，由姬路站管理。

### 月台
| 月台 | 路線     | 方向 | 目的地                   | 備註                   |
| ---- | -------- | ---- | ------------------------ | ---------------------- |
| 1    | 山陽本線 | 上行 | 姬路、大阪方向           |                        |
| 2    | 山陽本線 | 下行 | 播州赤穗、上郡、岡山方向 | 日間設有赤穗線直通列車 |
| 3    | 山陽本線 | 上行 | 姫路、大阪方向           | 部分列車使用           |

以此為終點站的列車多會使用3號月台落客，隨後駛入網干綜合車輛所的引上線。從此站出發的列車在離開車廠後會使用1號月台，部分列車會在3號月台直接折返。另外，1號月台可進行車輛連結作業，在早上時段，從播州赤穗及上郡出發的新快速會使用3號月台。3號月台的下行列車中（不計算回廠或不載客列車），除非時間表混亂情況外只有平日晚上9時時段往播州赤穗的班次使用（在此站把後方4卡車廂分離）。
隨著2000年網干綜合車輛所啟用，此站至車輛所一帶的配線進行變更，下行本線由3號月台變為2號月台。
當發生時間表混亂情況，會出現罕見情況，從相生方向的列車，不會繼續前往姬路方向，以此站為臨時終點站。

## 時間表
在日間時段，每小時設有4班列車停站（當中2班從此站出發或到達），以此站為終點站的列車並沒有接駁班次往相生方向。在部分時段，主要從姬路站或赤穗線播州赤穗站的新快速到達此站後，大多數會此站進行增結或分離車廂。當中，由於赤穗線（播州赤穗站－相生站）內月台只可容納8卡車廂，所以12卡的車廂需在此站增結或分離車廂。

## 使用狀況
根據《兵庫縣統計書》，在2017年（平成29年）度1日平均乘車人次為7,928人。此站附近為姬路市與揖保郡太子町的邊界，因此也有來自太子町的乘客使用此站。
以下為車站近年1日平均乘車人次：
| 年度   | 1日平均 乘車人次 |
| ------ | ---------------- |
| 2000年 | 8,514            |
| 2001年 | 8,363            |
| 2002年 | 8,240            |
| 2003年 | 8,277            |
| 2004年 | 8,433            |
| 2005年 | 8,479            |
| 2006年 | 8,492            |
| 2007年 | 8,634            |
| 2008年 | 7,977            |
| 2009年 | 7,631            |
| 2010年 | 7,498            |
| 2011年 | 7,420            |
| 2012年 | 7,579            |
| 2013年 | 7,706            |
| 2014年 | 7,432            |
| 2015年 | 7,627            |
| 2016年 | 7,721            |
| 2017年 | 7,928            |

## 車站周邊
車站南邊設有迴旋路。車站周邊設有住宅區與農地。
- 網干站前郵局
- 兵庫縣立太子高等學校（日语：兵庫県立太子高等学校）
- 神姬巴士（日语：神姫バス）網干站巴士站
- 綾部山梅林(龍野市御津町)（日语：綾部山梅林） - 兵庫縣數一數二的梅林，有許多觀梅來臨。在毎年2月中旬至3月中旬設有臨時巴士運行。

## 其他
此站啟用時已經名為「網干」，當時車站位於揖東郡（後本為揖保郡）旭陽村。隨後山陽電鐵山陽網干站啟用，該站是位於「網干」的市中心，距離此站3公里以上。在1942年（昭和17年）旭陽村編入至網干町，使此站站名與所在位置一致。

## 相鄰車站
西日本旅客鐵道
 山陽本線（包含赤穗線直通列車）
■新快速、■普通（西明石站以東為快速列車班次）
播磨勝原－網干－龍野

### 曾經存在的路線
北澤產業
北澤產業網干鐵道（貨運線）
網干－上余部
播電鐵道
支線
糸井－網干站前

## 外部連結
- 網干｜車站資訊：JR出門網 - 西日本旅客鐵道